# Piotr Chancewicz
Piotr Chancewicz (ur. 23 maja 1966) – polski muzyk, realizator nagrań studyjnych i koncertów. Członek Akademii Fonograficznej ZPAV.
Od 2004 gitarzysta reaktywowanego zespołu Mech. W Media Studio zrealizował nagrania m.in. zespołu Voo Voo i Marii Peszek oraz reklamówek WOŚP. Od lutego 2012 gitarzysta ukraińskiego zespołu Haydamaky.

## Realizacje i produkcje
- Syndia - Syndia (1990, Polskie Nagrania Muza; gitara, produkcja)
- Diave - Akatastasia (1998; realizacja, miksowanie)
- Sparagmos - Conflict (1999; realizacja, produkcja)
- Pan Yapa - Pan Yapa i magiczna załoga (2002, Sony Music; realizacja, miksowanie)
- Voo Voo - Tytus, Romek i A’Tomek wśród złodziei marzeń (2002, Sony; realizacja, miksowanie)
- Dzieci z Brodą - Czuwaj wiaro! (2004, Fundacja Godne Życie; realizacja, miksowanie)
- Voo Voo - 21 (2006, Pomaton EMI; realizacja, miksowanie)
- Maciej Maleńczuk, Wojciech Waglewski - Koledzy (2007, Agora; realizacja)[2]
- Voo Voo - Samo Voo Voo (2006, EMI Music Poland; miksowanie)[3]
- Voo Voo - Tischner (2007, Agora; realizacja, miksowanie)
- Out of Tune - Out of Tune (2008, Rich Artists/EMI Music Poland; produkcja, miksowanie, realizacja)
- Dżem - Muza (2010, EMI Music Poland; miksowanie, produkcja, realizacja)[4]
- Luxtorpeda - Robaki (2012, S.D.C./Metal Mind; miksowanie)[5]